# مارکو ماژوگا
مارکو ماژوگا (انگلیسی: Marco Majouga؛ زادهٔ ۹ مهٔ ۲۰۰۱) بازیکن فوتبال اهل فرانسه است.